# Albert von Sachsen-Coburg und Gotha

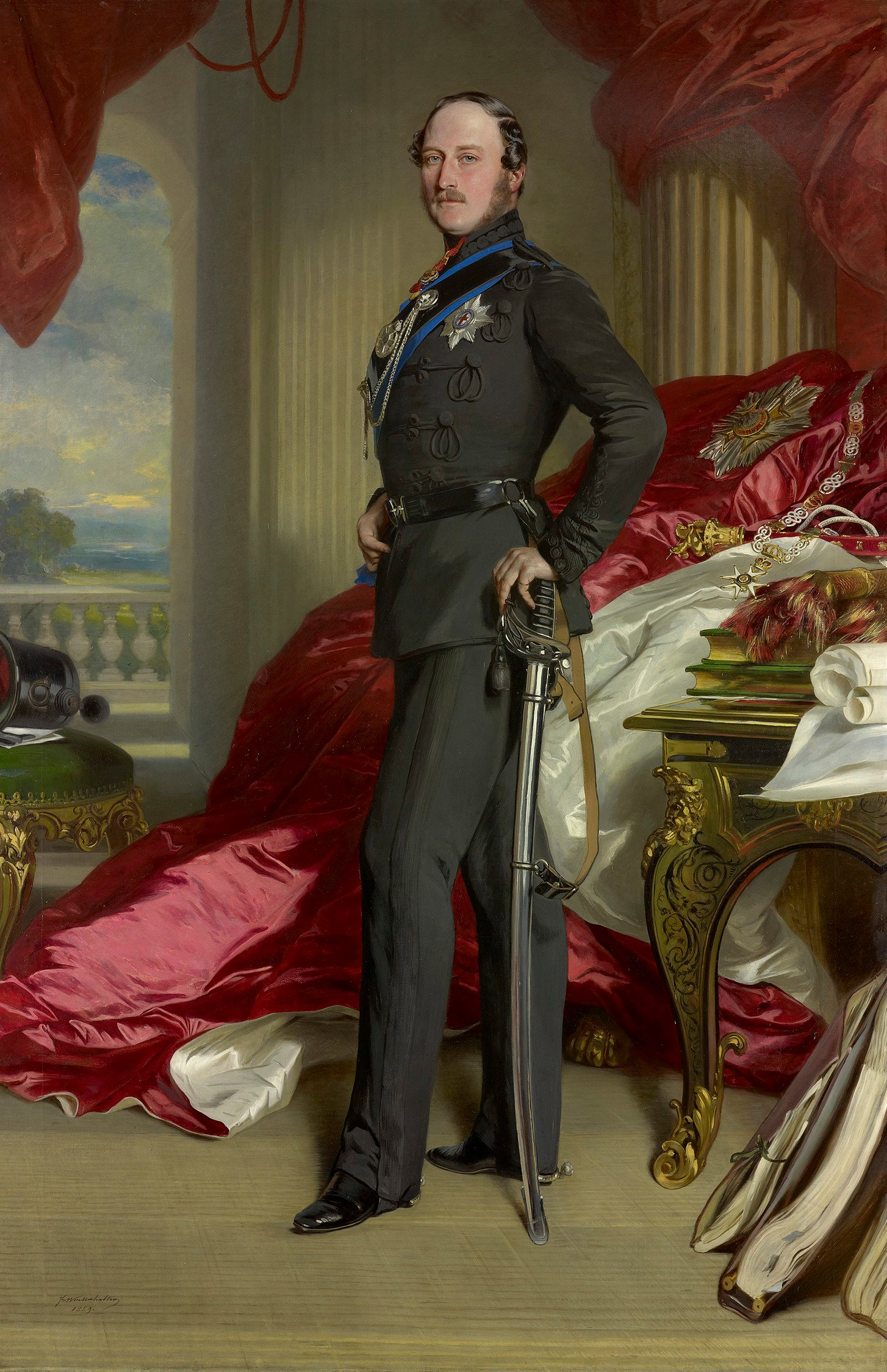
Prinz Albert (Gemälde von Franz Xaver Winterhalter, 1859)

Prinz Albert von Sachsen-Coburg und Gotha (gebürtig Seine Durchlaucht Prinz Franz Albrecht August Karl Emanuel von Sachsen-Coburg-Saalfeld, Herzog zu Sachsen; * 26. August 1819 auf Schloss Rosenau, Herzogtum Sachsen-Coburg-Saalfeld; † 14. Dezember 1861 auf Windsor Castle, Berkshire) war ein deutscher Prinz aus dem Haus Sachsen-Coburg und Gotha.
1840 heiratete Albert seine Cousine, die britische Königin Victoria, und hatte bis zu seinem Tod 1861 erheblichen Einfluss auf seine Ehefrau und die Entwicklung der britischen Monarchie. Ab 1857 trug er den Titel Prince Consort (Prinzgemahl).

## Leben

### Familienhintergrund

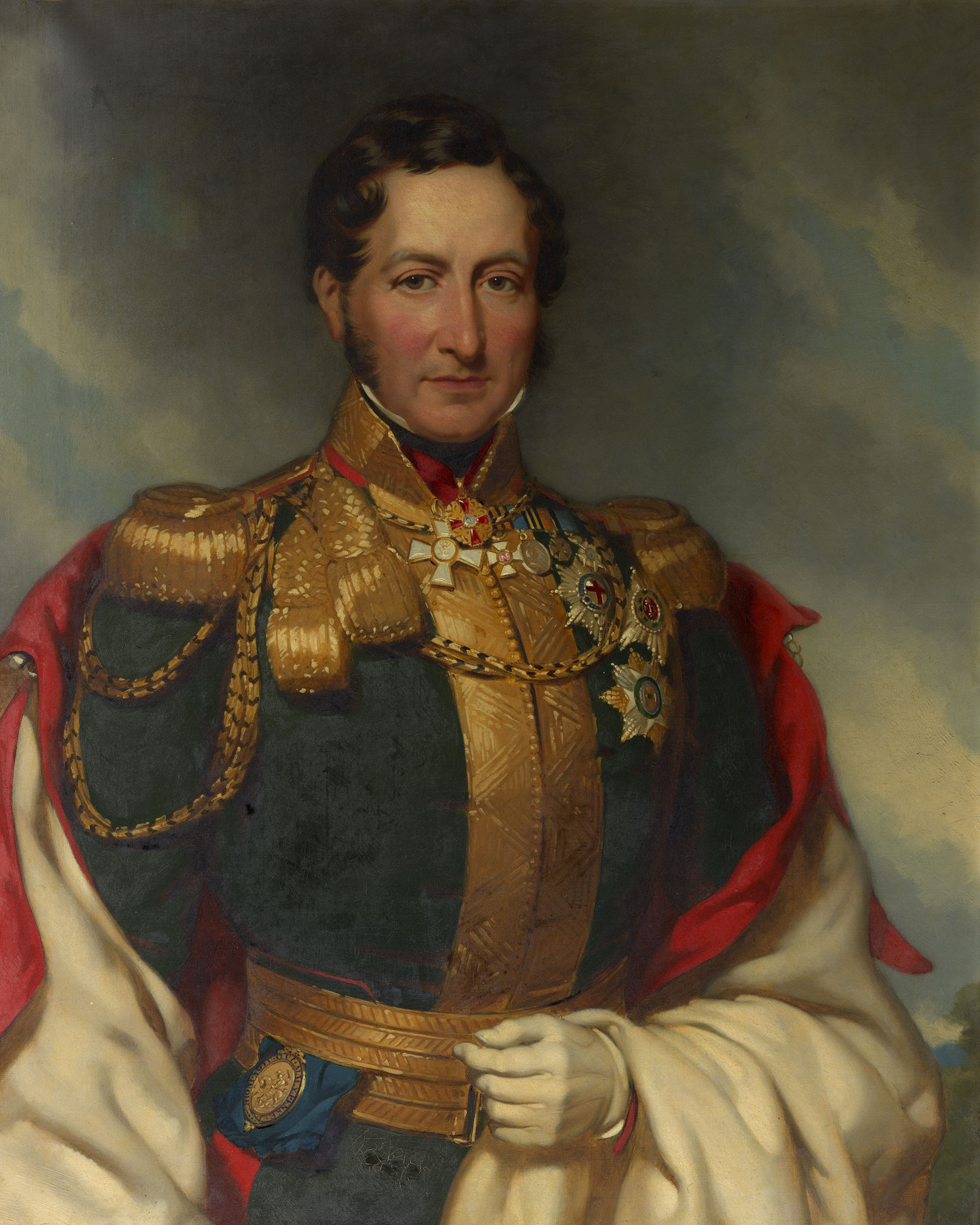
Herzog Ernst I., Alberts Vater

Alberts Vater war Herzog Ernst I. von Sachsen-Coburg-Saalfeld, der 1803 frühzeitig für volljährig erklärt worden war, um die Regierungsgeschäfte des rund 1500 Quadratkilometer umfassenden Herzogtums zu übernehmen. Ernst hatte die Herrschaft über den deutschen Kleinstaat in politisch schwierigen Zeiten angetreten. Während der Koalitionskriege kämpfte er in der preußischen Armee gegen Napoleon und verdankte es schließlich dem Einfluss Russlands, dass er nach dem Frieden von Tilsit im Jahre 1807 in seine landesherrlichen Rechte eingesetzt wurde. Der Bruder des russischen Zaren, Großfürst Konstantin Pawlowitsch, war seit 1796 mit Juliane von Sachsen-Coburg-Saalfeld verheiratet, einer Schwester des Herzogs, und hatte sich für seinen deutschen Schwager eingesetzt.
Am 31. Juli 1817 heiratete Herzog Ernst die erst 16-jährige Luise von Sachsen-Gotha-Altenburg, letzte legitime Erbin des Hauses Sachsen-Gotha-Altenburg. Aus dieser Verbindung gingen zwei Söhne hervor: Neben Erbprinz Ernst wurde am 26. August 1819 Prinz Albert auf Schloss Rosenau geboren.
Mit der Geburt der Söhne schien die Erbfolge gesichert, jedoch entfremdeten sich in der Folge die beiden Elternteile. Ernst unterhielt außereheliche Beziehungen, ließ dieses allerdings nicht im gleichen Maße für seine junge Ehefrau gelten. Die Liebesbeziehung Luises mit dem Offizier Alexander von Hanstein führte zur endgültigen Trennung der Eheleute. Die Scheidung am 31. März 1826 wurde von Ernst allerdings bis zum Tode von Luises Vater und der damit verbundenen Neuaufteilung der ernestinischen Herzogtümer unter dem Vorsitz des sächsischen Königs hinausgezögert. Im Rahmen dieser Neuaufteilung fiel Saalfeld an den Herzog von Sachsen-Meiningen; Sachsen-Coburg erhielt Sachsen-Gotha, das Herzog Ernst nun als Herzog von Sachsen-Coburg und Gotha in Personalunion, jedoch territorial und verwaltungsmäßig getrennt regierte. Seit ihrer Verbannung 1824 hatte Luise keinen Kontakt mehr zu ihren Söhnen und heiratete schließlich den zum Grafen von Poelzig erhobenen Alexander von Hanstein und starb am 30. August 1831 in Paris an Gebärmutterkrebs.

### Kindheit und Jugend

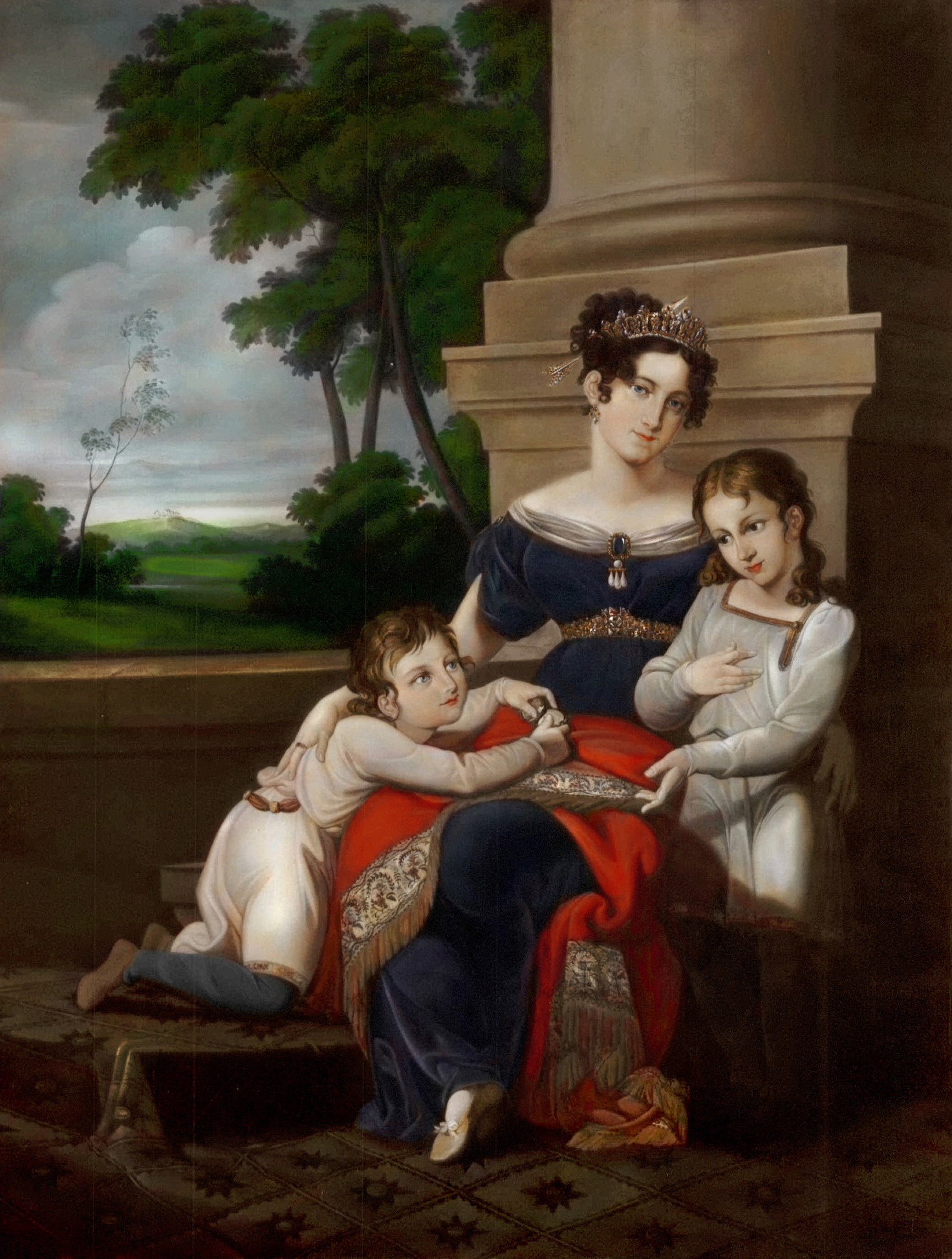
Albert (links) mit seiner Mutter Luise und Bruder Ernst (Gemälde von Ludwig Döll, 1823–1824)

Am 4. Mai 1823 wurde Johann Christoph Florschütz zum „Herzoglichen Rat und Prinzen-Instructor“ ernannt und war fortan für die Erziehung der Prinzen Ernst und Albert verantwortlich. Als Sohn eines Coburger Gymnasiallehrers hatte Florschütz ein stabiles Familienleben kennengelernt und war von seinem Vater ermutigt worden, Theologie und Philosophie zu studieren. Florschütz, der den Prinzen Stabilität und Zuneigung entgegenbrachte, sollte über fünfzehn Jahre lang ein Ersatzvater für Albert sein und ihm eine ausgezeichnete Erziehung bieten. Das Unterrichtsprogramm umfasste Geschichte, Naturwissenschaften, Geographie und Philosophie, sowie den Erwerb von Fremdsprachen. Neben Latein lernten die Prinzen Französisch und Englisch. Der Vater frühstückte zwar häufig mit seinen Söhnen und nahm sie gelegentlich mit zur Jagd, war jedoch in ihrer Erziehung nur ein nachrangiger Faktor.
Insbesondere Prinz Albert hatte ein enges Verhältnis zu seiner in Gotha lebenden (Stief-)Großmutter Karoline Amalie von Hessen-Kassel, der kinderlos gebliebenen zweiten Gattin seines Großvaters Herzog August von Sachsen-Gotha-Altenburg. Albert galt zeitlebens als Lieblingsenkel der Herzoginwitwe und besuchte sie als Erwachsener im Jahre 1845 zusammen mit Victoria im Gothaer Winterpalais.
Über die Empfindungen Alberts nach der plötzlichen Trennung von seiner Mutter ist wenig bekannt. Weder seine Tagebücher sind in diesem Punkt aussagekräftig, noch nimmt er in späteren Briefen dazu Stellung, obwohl die Scheidung der Eltern und die Erpressungsversuche der früheren minderjährigen Geliebten seines Vaters, Pauline Panam, Gesprächsstoff an den europäischen Fürstenhöfen waren. Lediglich seine Tochter Victoria berichtet später, dass ihr Vater ihr häufig erzählt habe, dass er seine Kindheit als unglücklich und elend empfunden und er sich oft aus dieser Welt fortgewünscht habe. Auch wenn Albert es nicht wagte, sich seinem Vater öffentlich zu widersetzen, so verachtete er dessen amoralisches Leben und begann schon als Kind damit, sich eine Gegenwelt aufzubauen, in der Moral, Arbeit, Pflichtgefühl und Disziplin an oberster Stelle standen. Seine Zeitgenossen aus diesen Jahren schilderten Albert später als umsichtig, willensstark und wissensdurstig, begabt mit Pflichtgefühl, schneller Auffassungsgabe und gesundem Menschenverstand.

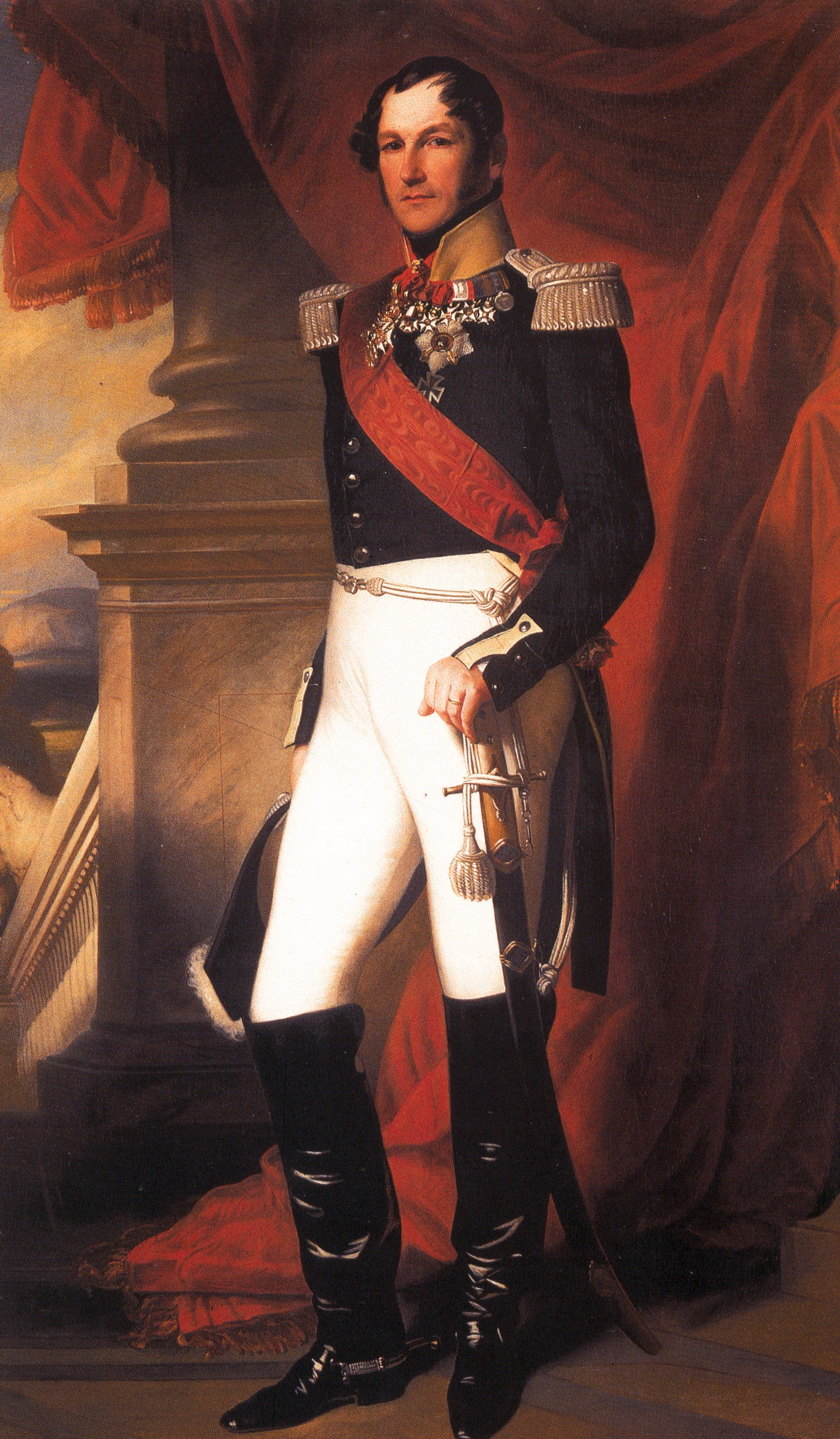
Leopold I., König der Belgier, Porträt von Franz Xaver Winterhalter aus dem Jahre 1840

### Leopold von Belgien – der Einfluss des Onkels
Zu den einflussreichsten Persönlichkeiten im Leben des jungen Prinzen Albert zählte sein Onkel Leopold, der jüngste Bruder seines Vaters. Dieser hatte, obwohl nur an dritter Stelle in der Erbfolge eines unbedeutenden deutschen Kleinstaates, eine der wechselvolleren Karrieren eines europäischen Fürstensohnes im 19. Jahrhundert aufzuweisen. Während der Zeiten der französischen Verwaltung von Sachsen-Coburg-Saalfeld, als Herzog Ernst als rechtmäßiger Thronfolger das Herzogtum nicht betreten konnte, hatte Prinz Leopold zunächst seiner verwitweten Mutter, der Herzogin Auguste Reuß zu Ebersdorf, beigestanden. Nach dem Scheitern von Napoleons Russlandfeldzug und der Gründung der preußisch-russischen Allianz trat er in russische Militärdienste und zeichnete sich als Kavalleriekorps-Kommandeur in der Schlacht bei Kulm und der Völkerschlacht bei Leipzig durch persönliche Tapferkeit aus. Als der Zar 1814 den britischen Königshof besuchte, gehörte der jüngste Bruder der Zarenschwägerin zum russischen Gefolge, und vieles wies darauf hin, dass er Karriere am Zarenhof machen würde. Die präsumtive britische Thronfolgerin Charlotte Augusta, für die man bereits den Ehevertrag mit dem Prinzen von Oranien aushandelte, verliebte sich in den gut aussehenden und wegen seiner militärischen Heldentaten berühmten Prinzen Leopold. Gegen den Widerstand ihres Vaters, Prinzregent Georg, löste die willensstarke Princess of Wales ihre Verlobung mit dem Prinzen von Oranien und heiratete am 2. Mai 1816 Prinz Leopold. Die Rolle des Prinzgemahls der britischen Königin blieb Prinz Leopold allerdings verwehrt: Prinzessin Charlotte starb 1817 an den Folgen einer Totgeburt. Das britische Königshaus war damit ohne legitime Nachkommen. Da es unwahrscheinlich war, dass Georg IV., dessen Ehe mit Caroline von Braunschweig vollständig zerrüttet war, noch thronfolgeberechtigte Nachkommen haben würde, begannen die jüngeren Brüder des britischen Regenten unter den protestantischen Prinzessinnen Europas nach geeigneten Ehepartnerinnen zu suchen. Edward Augustus, Duke of Kent and Strathearn hielt schließlich um die Hand von Victoire von Sachsen-Coburg-Saalfeld an, der zweitjüngsten Schwester von Prinz Leopold und Herzog Ernst, mittlerweile eine verwitwete Fürstin von Leiningen und Mutter von zwei Kindern. Der verwitwete Prinz Leopold blieb über das nächste Jahrzehnt am britischen Hof, wo er seiner bald erneut verwitweten Schwester beistand, deren kleine Tochter Victoria aus der Ehe mit dem Herzog von Kent möglicherweise eines Tages den britischen Thron besteigen würde. Im Juni 1831 wählte der Brüsseler Nationalkongress Prinz Leopold zum belgischen König und er residierte ab diesem Zeitpunkt in Brüssel.
Den Wert von Ehebeziehungen zu anderen Fürstenhäusern hatte König Leopold selbst erfahren: Seine Karriere in der russischen Armee wäre so kaum möglich gewesen, wäre seine Schwester Juliane nicht mit dem Zarenbruder verheiratet gewesen. Er selbst heiratete kurz nach seiner Thronbesteigung die französische Königstochter Louise von Orléans, was weitgehend ausschloss, dass Frankreich Gebietsteile des jungen Staates Belgien annektierte. Eine aktive Rolle spielte er bereits 1836 bei der Verheiratung seines Coburger Neffen Ferdinand mit der portugiesischen Königin Maria II. von Portugal. Eine mögliche Ehe zwischen seinem Neffen Prinz Albert und seiner britischen Nichte Victoria, die mit zunehmender Wahrscheinlichkeit eines Tages britische Königin sein würde, wurde von König Leopold systematisch verfolgt. Der Erzieher der Herzogssöhne Christian Florschütz berichtete regelmäßig in Briefen an den belgischen Hof über die Fortschritte seiner Zöglinge und hob Prinz Albert lobend hervor. Er war aber in seinem Urteil möglicherweise parteiisch. Schließlich beauftragte König Leopold seinen langjährigen Berater Christian Friedrich von Stockmar damit, Prinz Albert als möglichen Prinzgemahl seiner britischen Nichte Victoria in Augenschein zu nehmen. Christian Stockmar fand den Prinzen gut aussehend, war sich aber noch nicht sicher, ob er die nötigen Charaktereigenschaften für die schwierige Rolle eines britischen Prinzgemahles mit sich brachte. An seinen königlichen Auftraggeber schrieb er 1836 nach einem ersten Kennenlernen zurück:
„Finde ich, dass in jeder Hinsicht Fond [= Grundlage] genug in ihm sei, so verlangt die Gewissenhaftigkeit, dass man zuerst ihm das Schwierige des Unternehmens [der Verheiratung mit der präsumtiven englischen Königin] von allen Seiten darstelle. Schreckt ihn dies nicht ab, so treten nach meiner Meinung zwei Notwendigkeiten ein. Die erste ist die einer planmäßigen, konsequent durchgeführten Erziehung für seine künftige Laufbahn mit steter Rücksicht auf das so eigentümliche Land und Volk, und die zweite ist die, sich die Neigung der Prinzessin noch vor der Bewerbung zu gewinnen und die Bewerbung selbst nur erst auf diese Neigung zu gründen.“

### Erziehung des möglichen Prinzgemahls
Im Sommer 1836 traf Herzog Ernst mit seinen beiden Söhnen in London ein, um seiner Schwester und ihrer Tochter Victoria die Aufwartung zu machen. König Wilhelm IV. war über den Besuch wenig angetan, weil er eigene Heiratspläne für seine Nichte und Thronfolgerin verfolgte. Erst wenige Tage vor dem Besuch der Coburger Herzogsfamilie war Alexander von Oranien, der zweite Sohn des seinerzeitigen niederländischen Kronprinzen und späteren Königs Wilhelm II., der Prinzessin Victoria vorgestellt worden, den der britische König für einen geeigneten Ehekandidaten hielt. Prinzessin Victoria fand den niederländischen Prinzen jedoch wenig ansprechend. Für die beiden Coburger Prinzen konnte sie sich mehr erwärmen, nach ihrer Abreise schrieb sie an ihren Onkel König Leopold, dass Albert alle Eigenschaften besäße, die sie sich wünsche. Zum ersten Mal habe sie Aussicht „auf ein großes Glück“. Der Brief an ihren Onkel in Belgien ist ein Beleg dafür, dass Prinzessin Victoria wusste, dass König Leopold in Prinz Albert den richtigen Ehekandidaten für sie sah. Prinz Albert erfuhr dagegen nach den wenigen vorhandenen Dokumenten wahrscheinlich erst im März 1838 von diesem Vorhaben, obwohl Christian Stockmar dem belgischen König nahegelegt hatte, den Prinzen frühzeitig einzuweihen.
Nach dem Londoner Aufenthalt und einer Stippvisite in Paris verbrachten die beiden Herzogssöhne die nächsten 10 Monate in Brüssel. Gemeinsam mit ihrem Erzieher Christian Florschütz hatten sie ein kleines Häuschen in der belgischen Hauptstadt bezogen. König Leopold hatte für die beiden Prinzen eine Reihe vorzüglicher Lehrer engagiert, darunter den Mathematiker, Physiker und Meteorologen Adolphe Quetelet, mit dem Albert bis an sein Lebensende korrespondierte. Die Erfahrungen in Belgien, das ähnlich wie Großbritannien eine konstitutionelle Monarchie hatte, waren für Prinz Albert prägend. Unter dem Einfluss seines welterfahrenen Onkels scheint Prinz Albert erstmals erfasst zu haben, dass sich Mitteleuropa in einem Prozess wirtschaftlichen und sozialen Umbruchs befand. Sowohl Prinz Albert wie Prinz Ernst sei in Brüssel „der Glaube an Liberalität und Humanismus, an Recht und Pflicht und an die Verfassung eingeimpft“ worden, schreibt Prinz Alberts Biograph Hans Joachim Netzer über diesen Aufenthalt.
Nach dem Aufenthalt in Brüssel studierten die beiden Herzogsöhne anderthalb Jahre an der Universität Bonn, wobei sie erneut Christian Florschütz begleitete. Es war nicht geplant, dass sie das Studium mit einem akademischen Grad beenden sollten. Die Prinzen, die sich beide in der juristischen Fakultät immatrikulierten, sollten sich lediglich einen Einblick in Fächer verschaffen, die ihnen in ihrer späteren Karriere nützlich sein könnten: Staatsrecht, Finanzwissenschaft, Nationalökonomie. Sie hörten auch Vorlesungen in Philosophie und Naturwissenschaften. 1838 trennte sich der Lebensweg der beiden Brüder. Auch für Florschütz endete seine Zeit als Prinzenerzieher. Erbprinz Ernst ging an den Hof von Dresden, um in der dortigen Armee eine militärische Ausbildung zu erhalten. Prinz Albert bereiste ab Dezember 1838 ein halbes Jahr Italien. In seiner Begleitung war Christian Stockmar, der langjährige Berater von König Leopold.
Das Heiratsprojekt mit Victoria, seit einigen Monaten Königin des Vereinigten Königreiches, schien dagegen zu verblassen. Auf den Brief, in dem ihr Prinz Albert zur Thronbesteigung gratulierte, antwortete Königin Victoria nur kühl. Auch das Verhältnis mit dem von ihr früher verehrten König Leopold war nicht mehr frei von Spannungen. Er hatte versucht, sich die Beziehungen zu ihr zu Nutze zu machen und sie für belgische Gebietsforderungen einzuspannen, was sowohl die Königin als auch ihren Premierminister Lord Melbourne gegen ihn einnahm. Ein von König Leopold intensiv gefördertes Eheprojekt konnte am britischen Hof als der Versuch des belgischen Königs verstanden werden, seinen Einfluss auf die britische Königin weiter zu stärken. König Leopold hatte daher auf Rat von Christian Stockmar davon abgesehen, in den Briefen an seine Nichte Prinz Albert weiterhin zu erwähnen. Königin Victoria, die ihre Thronbesteigung genutzt hat, um sich von dem einengenden Einfluss ihrer Mutter frei zu machen, hatte gegenüber Premierminister Lord Melbourne angedeutet, dass sie für die nächsten Jahre nicht zu heiraten gedenke. Im März 1838 war es außerdem zur Aussprache zwischen König Leopold und Prinz Albert wegen des Heiratsprojekts gekommen, wie Briefe von König Leopold an Christian Stockmar belegen. In diesem Gespräch hatte Prinz Albert darauf hingewiesen, dass er durchaus zu warten bereit wäre – aber nur wenn er eine hinreichende Sicherheit habe, dass die Ehe zu Stande käme. „Muß er noch drei, vier Jahre warten, so wird es ihm unmöglich, eine neue Karriere anzufangen, und sein ganzes Leben ist ihm verdorben, wenn die Königin ihren Sinn ändert“, schrieb König Leopold an seinen langjährigen Vertrauten Christian Stockmar.

### Königin Victoria

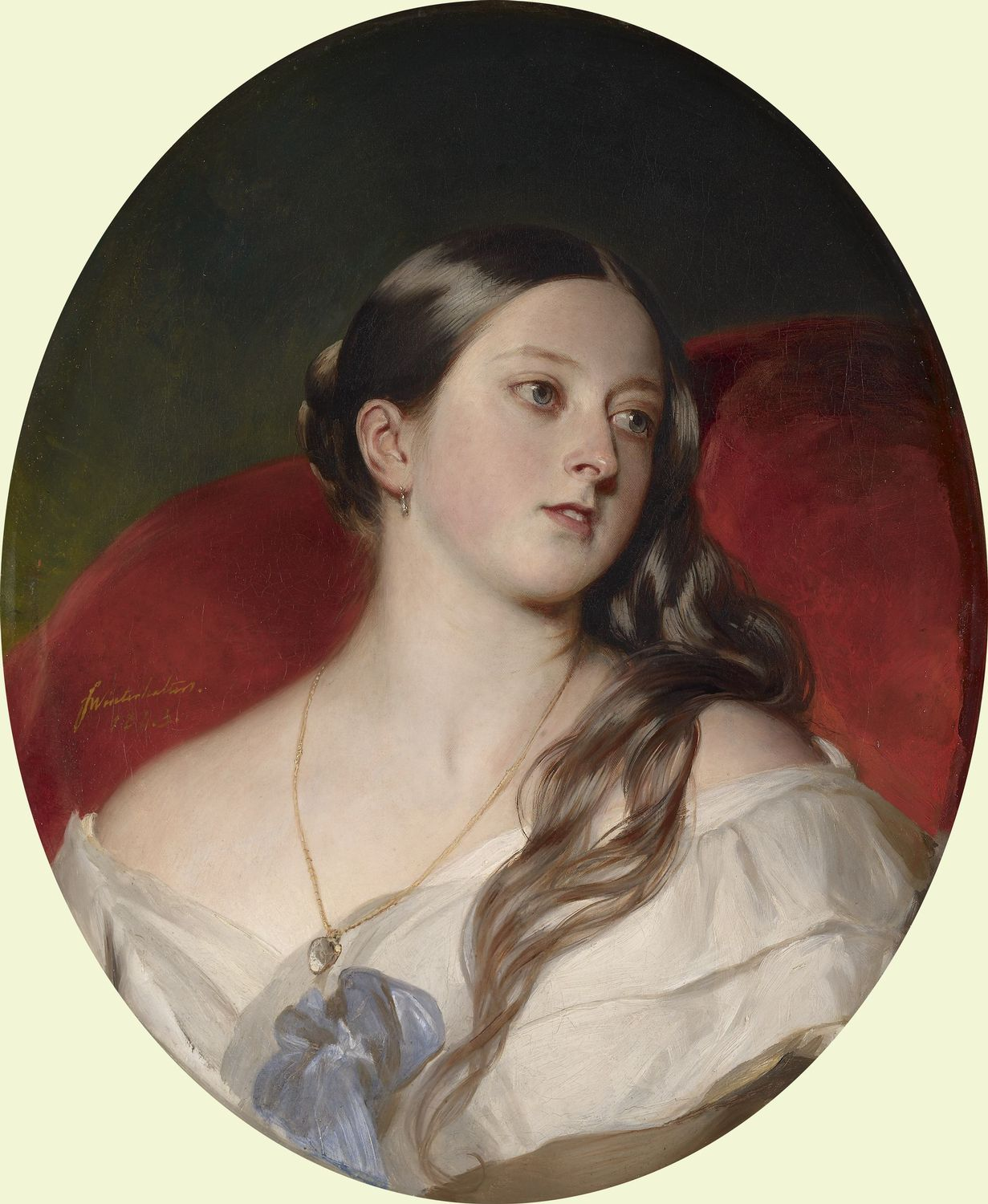
Königin Victoria 1843, Gemälde von Franz Xaver Winterhalter

Zum Zeitpunkt ihrer Geburt war Königin Victoria die fünfte in der britischen Thronfolge, und fast nichts hatte vermuten lassen, dass sie achtzehn Jahre später den britischen Thron besteigen würde. Vor ihr in der Thronfolge standen der Prinzregent Georg und seine jüngeren Brüder. Königin Victorias Vater Edward Augustus, Duke of Kent and Strathearn war lediglich der viertgeborene Sohn Georgs III. und es schien wahrscheinlich, dass aus den Ehen seiner älteren Brüder noch Kinder hervorgehen würden, die in der Thronfolge vor der Tochter des Herzogs von Kent stehen würden. Der Herzog von Kent starb acht Monate nach der Geburt seiner Tochter und hinterließ so hohe Schulden, dass die Herzogin gezwungen war, das Erbe auszuschlagen. Von ihrem Schwager, Georg IV., der wenige Tage nach dem Tod des Herzogs Georg III. auf dem britischen Thron nachfolgte, hatte sie keine Hilfe zu erwarten. Er war gegen die Ehe seines Bruders mit Victoire von Sachsen-Coburg-Saalfeld gewesen und hätte es jetzt am liebsten gesehen, wenn die Herzogin von Kent mit ihrer Tochter nach Deutschland zurückgekehrt wäre. Die Apanage, die der Herzogin zugebilligt wurde, war winzig. Ohne die finanzielle Unterstützung ihres Bruders Leopold, der ihr dringend anriet, in London zu bleiben, wäre die Herzogin nicht in der Lage gewesen, in London zu leben oder im Kensington Palace ein einigermaßen standesgemäßes Leben zu führen. Am Hofleben war sie nicht beteiligt. Der spätere belgische König Leopold war die engste Kontaktperson der Familie und wurde von Victoria später wiederholt als ihr zweiter Vater bezeichnet. Der ab 1830 in Brüssel lebende Leopold konnte allerdings nicht verhindern, dass seine Schwester zunehmend unter den Einfluss von John Conroy geriet, den der Herzog von Kent als Nachlassverwalter eingesetzt hatte. John Conroy setzte darauf, dass die Ehen der älteren Königsbrüder kinderlos blieben und Prinzessin Victoria in noch unmündigem Alter gekrönt würde. In diesem Fall würde die Herzogin von Kent als Regentin herrschen – für John Conroy die Möglichkeit, über sie die britische Regierungspolitik zu bestimmen. In John Conroys Interesse lag es daher, dass die Herzogin und ihre Tochter möglichst wenig Kontakte zu britischen Hofkreisen hatten. Die später als Kensington System bezeichnete gezielte Isolation der Thronfolgerin sorgte dafür, dass die Prinzessin ohne gleichaltrige Spielgefährtinnen aufwuchs und nur unzureichend auf ihre künftige Rolle als Monarchin vorbereitet wurde. Selbst die Thronbesteigung von Wilhelm IV., der seine Nichte gerne häufiger am Hofe gesehen hätte, änderte diese Situation nicht. Die heranwachsende Prinzessin widersetzte sich allerdings zunehmend den Versuchen von John Conroy und ihrer Mutter, Macht und Einfluss über sie zu erlangen. 1835 kam es deshalb zum Bruch zwischen der Mutter und ihrer zu diesem Zeitpunkt erst 17-jährigen Tochter. Unterstützung fand die Prinzessin bei ihrem Onkel Leopold. König Leopold hatte anders als bei seinem Neffen Prinz Albert nicht direkt in die Erziehung der Prinzessin eingreifen können. Er hatte jedoch wenige Jahre nach seiner Besteigung des belgischen Thrones begonnen, ihr regelmäßig zu schreiben und ihr Bücher und Manuskripte zuzusenden, die sie auf ihre zukünftige Rolle vorbereiten sollten. Als 1836 der sich zunehmend verschlechternde Gesundheitszustand von Wilhelm IV. deutlich machte, dass die Thronbesteigung Victorias unmittelbar bevorstand, stellte König Leopold ihr außerdem Christian von Stockmar als Berater zur Seite. Mit Stockmars Hilfe gelang es der Prinzessin, sich den letzten Versuchen von John Conroy zu entziehen, sich eine Machtposition am britischen Königshof zu sichern.
Unter dem Einfluss von Premierminister Melbourne verlief das erste Regierungsjahr von Königin Victoria erfolgreich. Danach sorgte eine Reihe von Skandalen dafür, dass die junge Königin das öffentliche Wohlwollen verlor, das sie am Beginn ihrer Regentschaft genossen hatte. Aus Angst, den ihr vertrauten Premierminister zu verlieren, verhinderte sie einen Machtwechsel von den Whigs zu den Tories, was eine Verfassungskrise auslöste. Ihr scheinbar herzloses und unkluges Verhalten in der Flora-Hastings-Affäre kostete sie zusätzlich öffentliche Sympathien. In der britischen Öffentlichkeit forderte man zunehmend, dass sich die Königin verheiraten sollte. Sie selber hatte Angst vor Schwangerschaft und Sorge, dass ein Ehemann sie zu beherrschen versuche, wie dies zuvor ihre Mutter und John Conroy versucht hatten. König Leopold hatte sie daher in den ersten Monaten des Jahres 1839 mitgeteilt, dass sie sich nicht mit Prinz Albert als verlobt betrachte. Der König konnte jedoch für den Herbst des Jahres einen Besuch von Prinz Albert und seinem Bruder Ernst durchsetzen.

### Die Heirat zwischen Königin Victoria und Prinz Albert
Prinz Albert und Prinz Ernst trafen am 10. Oktober 1839 am britischen Königshof ein. In ihrem Tagebuch hielt die Königin fest: „Ich erblickte Albert mit einiger Bewegung, er ist schön.“ Bereits am 14. Oktober besprach sie mit Premierminister Melbourne den möglichen Hochzeitstermin; am 15. Oktober hielt sie – wie es das Protokoll von ihr verlangte – um Prinz Alberts Hand an. „Ich bin der glücklichste Mensch“, hielt die Königin unmittelbar nach der Verlobung in ihrem Tagebuch fest.

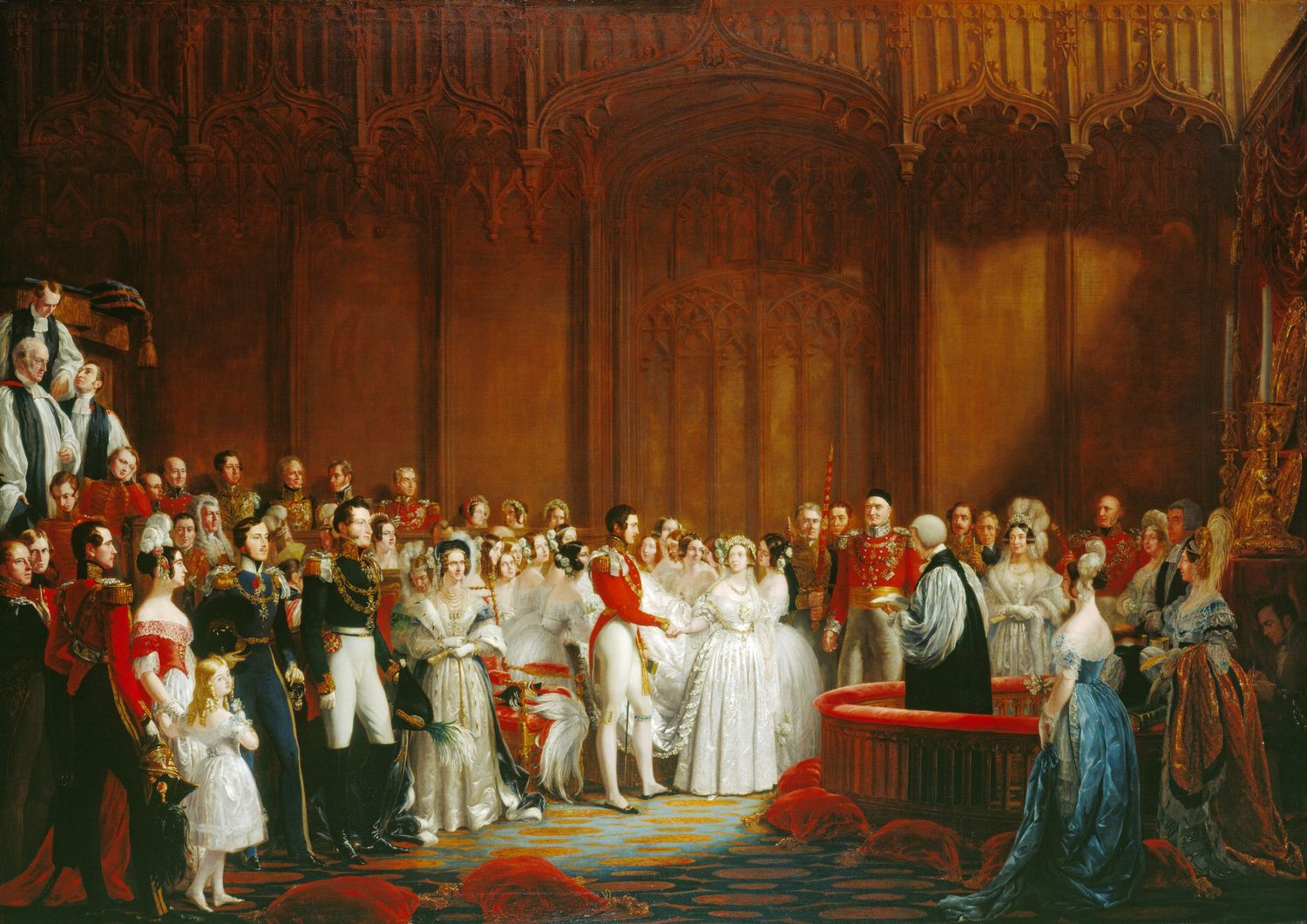
Heirat von Albert und Victoria 1840, Gemälde von Sir George Hayter

Die Geschwindigkeit, mit der Königin Victoria ihre Abneigung gegen eine Ehe ablegte und sich in Prinz Albert verliebte, erklärt Prinz Alberts Biograph Hans Joachim Netzer mit dem Bedürfnis der jungen Königin, die sich in ihrer Rolle als Regentin zunehmend unsicher fühlte, nach einem Unterstützer und Beschützer. Auch Königin Victorias Biographin Carolly Erickson führt das als wesentlichen Grund an. Sie betont aber gleichzeitig eine Reihe von Gemeinsamkeiten. Beide hatten eine unglückliche und lieblose Kindheit hinter sich, waren emotional verletzt, romantisch veranlagt und liebten die Musik. Während Königin Victorias Tagebucheinträge von einem glücklichen Gefühlsüberschwang zeugen, sprechen Prinz Alberts Briefe aus dieser Zeit dafür, dass er die zukünftige Ehe mit der britischen Königin wesentlich nüchterner sah. An seine Großmutter Karoline Amalie von Sachsen-Gotha-Altenburg in Gotha schrieb er:

„Ich bin fest überzeugt, der Himmel hat mich in keine schlechten Hände gegeben, und wir werden zusammen glücklich sein. Seit jenem Augenblicke tut Victoria alles, was sie mir nur an den Augen absehen kann.“

Erst im November 1839 informierte Königin Victoria den Kronrat von ihrer bereits für den 10. Februar 1840 geplanten Hochzeit. Die Reaktionen der britischen Öffentlichkeit auf die geplante Hochzeit waren überwiegend ablehnend. Der Prinz aus dem kleinen Coburg galt als der Königin nicht ebenbürtig; in Großbritannien erschienen Spottverse, dass die Königin eine halbe Krone hergegeben habe, um einen Ring zu erhalten. Andere Spottverse spielten auf die zunehmend rundlicheren Formen Königin Victorias an und unterstellten Prinz Albert, dass er Englands dicke Königin nur wegen ihres noch dickeren Geldsackes nähme. Gerüchte zirkulierten, die Prinz Albert die eheliche Abstammung absprachen und in ihm das Produkt einer der Seitensprünge Luise von Sachsen-Gotha-Altenburgs sehen wollten. Der Herzog von Wellington als Anführer der politischen Opposition verlangte Gewissheit, dass Albert tatsächlich protestantischen Glaubens sei, worauf Prinz Albert in einem Brief darauf hinwies, dass ohne das Haus Sachsen der Protestantismus gar nicht existieren würde. Es fehlte an vergleichbaren Präzedenzfällen in der britischen Geschichte, welchen Rang der Gemahl einer regierenden Königin einnehmen solle, und Premierminister Melbourne nahm hin, dass diese Fragen zu Ungunsten Prinz Alberts gelöst wurden. So blieb Albert mit der Hochzeit ein einfacher Prinz von Sachsen-Coburg und Gotha und wurde nicht zum Prince Consort erhoben. Das britische Parlament, das 23 Jahre zuvor Prinz Leopold als Gemahl der präsumtiven britischen Thronfolgerin Charlotte noch eine jährliche Apanage von 50.000 Pfund gewährt hatte, billigte Prinz Albert als Gemahl der Königin nur noch 30.000 Pfund zu. Den Affront nahm Königin Victoria so persönlich, dass sie erwog, den Herzog von Wellington nicht zur Hochzeit einzuladen.
Die Hochzeitsvorbereitungen führten auch zu ersten Spannungen zwischen den Brautleuten. Prinz Albert wollte sein persönliches Hofpersonal wenigstens teilweise zusammenstellen und – vom Beispiel König Leopolds geschult – einen Stab haben, der entweder gleichermaßen aus Anhängern von Tories und Whigs bestand oder politisch neutral war. Königin Victoria bestimmte ohne Berücksichtigung der Wünsche ihres zukünftigen Ehemannes alle Mitglieder seines Haushaltes und wählte beeinflusst von Premierminister Melbourne ausschließlich Anhänger der Whigs. Zum Privatsekretär – dem wichtigsten Amt im prinzlichen Haushalt – ernannte sie George Anson (1769–1849), der in gleicher Funktion Premierminister Melbourne diente. In einem Brief an seine Verlobte fragte Prinz Albert, was eigentlich im Falle eines Regierungswechsel passieren solle: Eine vollständige Auswechselung des Haushalts oder müsse sein Stab dann konvertieren und zu Tories werden? Prinz Albert konnte immerhin erreichen, dass George Anson sein Amt beim Premierminister niederlegte. Die Bevorzugung der Königin für die Partei der Whigs setzte sich auch bei der Trauung fort. Nur fünf Tories wurden eingeladen, um am 10. Februar 1840 in der kleinen Kapelle des St. James’ Palace der Hochzeitszeremonie beizuwohnen.

### Das erste Ehejahr

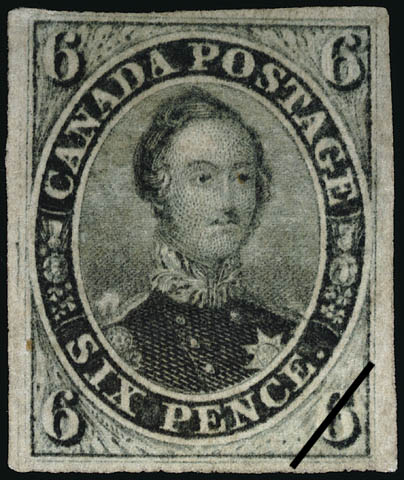
Prinz Albert auf einer kanadischen Briefmarke, veröffentlicht im März 1855

Im ersten Ehejahr spielte Prinz Albert in den politischen Entscheidungen des Vereinigten Königreiches keine Rolle. Die Königin unterschied streng zwischen ihrem Privatleben, in dem Prinz Albert für sie eine wichtige Rolle spielte, und ihrem Leben als Herrscherin. Prinz Albert, der auf eine mitgestaltende politische Rolle vorbereitet war und für den dies einer der Gründe für die Heirat war, klagte wiederholt darüber. Der Prinz litt außerdem an Isolation: An seinem ersten Geburtstag am britischen Königshof seien die einzigen vertrauten Gesichter um ihn herum sein alter Kammerdiener und sein Hund Eos gewesen, schrieb Prinz Albert an seinen Vater nach Coburg.
Den größten Teil seines Lebens hatte er in enger Gemeinschaft mit seinem Bruder und Christian Florschütz gelebt. Am Londoner Hof fehlte ihm diese enge Gemeinschaft. Die Angehörigen der britischen Aristokratie fanden den deutschen Prinzen zu gebildet und steif. Er war zwar sportlich, was man in der britischen Aristokratie zu schätzen wusste, aber nur ein mittelmäßiger Reiter und Schütze. Die Wissenschaftler, Künstler und Musiker, die er gerne zu Abendveranstaltungen eingeladen hätte, mussten auf Wunsch seiner Frau dem Hofe fernbleiben. Sie war sich ihrer ungenügenden Bildung nur zu bewusst und hatte das Gefühl, an solchen Gesprächen nicht teilnehmen zu können, was sie mit ihrer Rolle als Monarchin für unvereinbar hielt. Das Interesse ihres Mannes an Politik teilte sie nicht. Gleichzeitig beanspruchte sie für sich allein die Ausübung der Herrscherfunktion. „Ich mag nicht, dass er meine Rolle in Staatsgeschäften übernimmt“, teilte sie offen Premierminister Melbourne mit, nachdem er sich positiv über einen öffentlichen Auftritt von Prinz Albert geäußert hatte. In einem Brief an König Leopold schilderte Erbprinz Ernst, wie sehr sich sein Bruder am Hofe langweile:

„Als Königin schwebt sie in anderen Regionen, Albert wird übersehen. Wünscht er etwas zu wissen und, nach langem Überlegen, eine unschuldige Bemerkung zu machen, so erhält er eine spitze, ausweichende, ja oft gar keine Antwort. Sie springt vom Thema ab, und die Konversation zwischen den Eheleuten ruht wieder für einige Tage auf den Hunden, Kleidern, Miniaturgemälden und Musikalien.“

An der isolierten Position von Prinz Albert war auch die Baronin Lehzen nicht unbeteiligt. Die Coburger Pastorentochter, die schon die Tochter der Herzogin aus ihrer ersten Ehe erzogen hatte, war ab 1824 auch Prinzessin Victorias Erzieherin gewesen und hatte ihr in der schwierigen Zeit beigestanden, als diese sich gegen die Beeinflussung von John Conroy und der Herzogin von Kent wehrte. Das Vertrauensverhältnis zwischen Baronin Lehzen und der Königin war dementsprechend groß. Die Baronin bekleidete keine offizielle Position, agierte aber als eine Art inoffizielle Privatsekretärin, die alle Rechnungen des Hofes gegenzeichnete und an die sich Königin Victoria als erste wandte, wenn sie Rat suchte. Prinz Albert war sich der einflussreichen Rolle der Baronin bewusst; lakonisch formulierte er: „Die Schwierigkeit, meinen Platz in voller Würde auszufüllen, liegt darin, daß ich nur der Mann, aber nicht der Herr im Hause bin.“ In der Baronin sah er die Ursache für alles, was aus seiner Sicht am britischen Königshof verkehrt lief, und nannte sie in für ihn ungewohnter Schärfe einen „feuerspeienden Hausdrachen“.

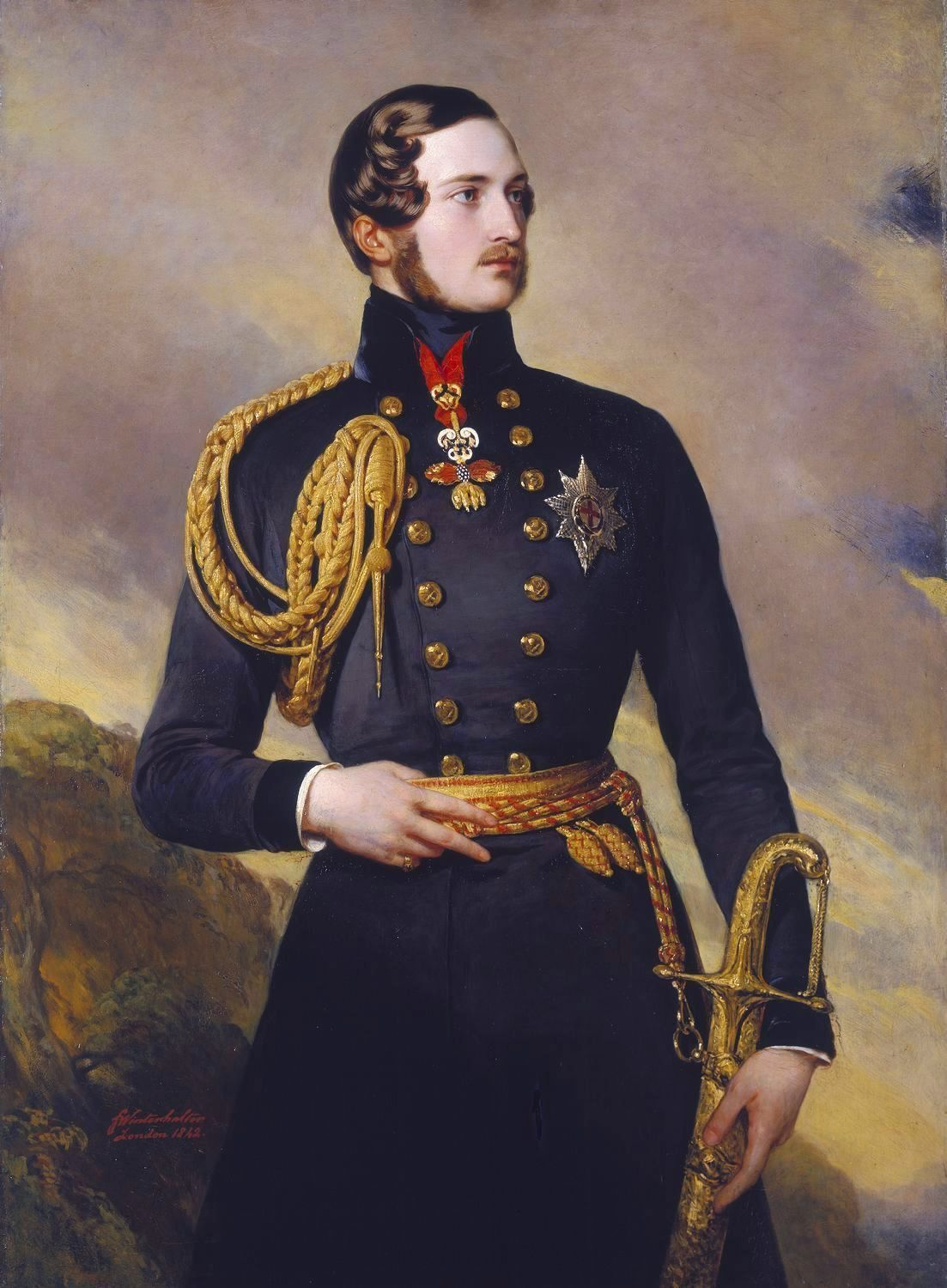
Albert von Sachsen-Coburg und Gotha (Gemälde von Franz Xaver Winterhalter, 1842)

Wappen Prinzgemahls Alberts ab 1840

### Die erste Ehekrise
Der bislang ohne politischen Einfluss gebliebene Prinz Albert hatte seine Studientätigkeit wieder aufgenommen. Er wurde Mitglied der Royal Society, studierte gemeinsam mit einem Londoner Anwalt englisches Recht, übernahm das Präsidentschaftsamt der Gesellschaft zur Abschaffung der Sklaverei, beschäftigte sich mit den umfangreichen Archiven in Windsor und ließ die Gärten und Parks dieses königlichen Schlosses umgestalten. Er begann mit dem Aufbau eines landwirtschaftlichen Mustergutes und bildete aus den Arabern des königlichen Reitstalls ein kleines Gestüt.
Die weitgehend einflusslose Rolle des Prinzen änderte sich mit der Geburt der ersten Kinder. Königin Victoria war unmittelbar nach der Hochzeit schwanger geworden. Am 21. November 1840 wurde die nach ihr benannte Princess Royal Victoria geboren, und Prinz Albert nahm auf Premierminister Melbournes Einladung erstmals am Kronrat teil. Kurz danach war die Königin erneut schwanger. Während dieser zweiten Schwangerschaft wurde Prinz Albert erstmals ohne Wissen und Zustimmung der Königin politisch aktiv. Es war absehbar, dass angesichts der politischen und finanziellen Lage des Landes ein Wechsel der Regierung anstand. 1839 hatte die sogenannte Hofdamenaffäre die junge Königin viele Sympathien in ihrer Bevölkerung gekostet. Sie hatte dem Tory Robert Peel die Ernennung zum Premierminister verweigert, weil mit dem Regierungswechsel auch alle ihre Hofdamen, die sämtlich der Partei der Whigs zuzurechnen waren, ausgetauscht werden sollten. Prinz Albert begann mit Robert Peel zu verhandeln, um eine ähnliche Situation zu vermeiden und einigte sich mit ihm, dass im Falle eines Regierungswechsels nur drei der Hofdamen seiner Frau den Hof verlassen mussten und gegen Anhängerinnen der Torys ausgetauscht werden sollten. Königin Victoria war über diese Einigung wütend, fand sich aber dann mit ihr ab. Es war gleichzeitig der erste Schritt, der den britischen Königshof politisch neutralisierte. Geschult durch König Leopold und Christian von Stockmar war Albert der Überzeugung, dass in einer konstitutionellen Monarchie, in der der Premierminister in erster Linie dem Parlament verpflichtet war, das Königshaus über den tagespolitischen Ereignissen und parteipolitischen Entscheidungen stehen solle.
Zum Zeitpunkt der Geburt von Prinz Albert Eduard am 9. November 1841 war Prinz Albert bereits der wichtigste Berater der Königin. Er hatte nun Zugang zu allen Papieren, die der Königin vorgelegt wurden, formulierte zahlreiche ihrer offiziellen Briefe und beeinflusste ihre Entscheidungen. Die vermutlich schwerste Ehekrise in der Beziehung zwischen Königin Victoria und Prinz Albert leitete dann auch den Rückzug der Baronin Lehzen vom britischen Hof ein.
Wie üblich wuchs die kleine Prinzessin Victoria, das erstgeborene Kind des königlichen Ehepaars, in einer sogenannten Nursery auf, die von einer Gouvernante geleitet wurde. Das hielt Baronin Lehzen nicht ab, sich wiederholt in die Leitung der Nursery einzumischen. Die kleine Prinzessin kränkelte zu Beginn ihres zweiten Lebensjahres. Als Königin Victoria und Prinz Albert von einer kurzen Reise zurückkamen, fanden sie ihre Tochter abgemagert und blass vor. Auf eine kritische Bemerkung Prinz Alberts hin verlor Königin Victoria die Fassung und warf in einem Anfall von Jähzorn Prinz Albert eine Reihe von Beschuldigungen vor. Prinz Albert verließ daraufhin wortlos die Nursery, schrieb aber seiner Frau einen Brief, dass sie mit der Tochter verfahren könne, wie sie wolle. Sollte die Tochter jedoch sterben, habe sie es auf dem Gewissen. Über die nächsten Tage verkehrte das Ehepaar nur schriftlich miteinander. Prinz Albert suchte Rat bei Christian von Stockmar; Königin Victoria wandte sich an Baronin Lehzen. Christian von Stockmar, den die Königin als Ratgeber ebenso schätzte wie ihr Mann, teilte ihr mit, dass er den britischen Hof verlassen werde, sollten sich solche Szenen wiederholen. Königin Victoria lenkte in ihrer Antwort an Christian von Stockmar ein:

„Albert muss mir sagen, was ihm missfällt […] wenn ich jähzornig bin, was, wie ich sicher hoffe, jetzt nicht mehr oft vorkommt, muss er die dummen Sachen nicht glauben, die ich dann sage, zum Beispiel, dass es ein Jammer sei, je geheiratet zu haben & so weiter, was ich nur sage, wenn ich mich nicht wohl fühle.“

Ähnlich diskret wie die Lösung der Hofdamen-Frage leitete Prinz Albert auch den Abschied der Baronin Lehzen ein, die sich mit einer angemessenen Pension versehen im deutschen Bückeburg zur Ruhe setzte. Königin Victoria reagierte zwar gereizt, als ihr Mann ihr mitteilte, dass die Baronin sich in zwei Monaten aus gesundheitlichen Gründen vom Hofe zurückziehen werde, nahm es aber hin.

### Die Erziehung der Kinder

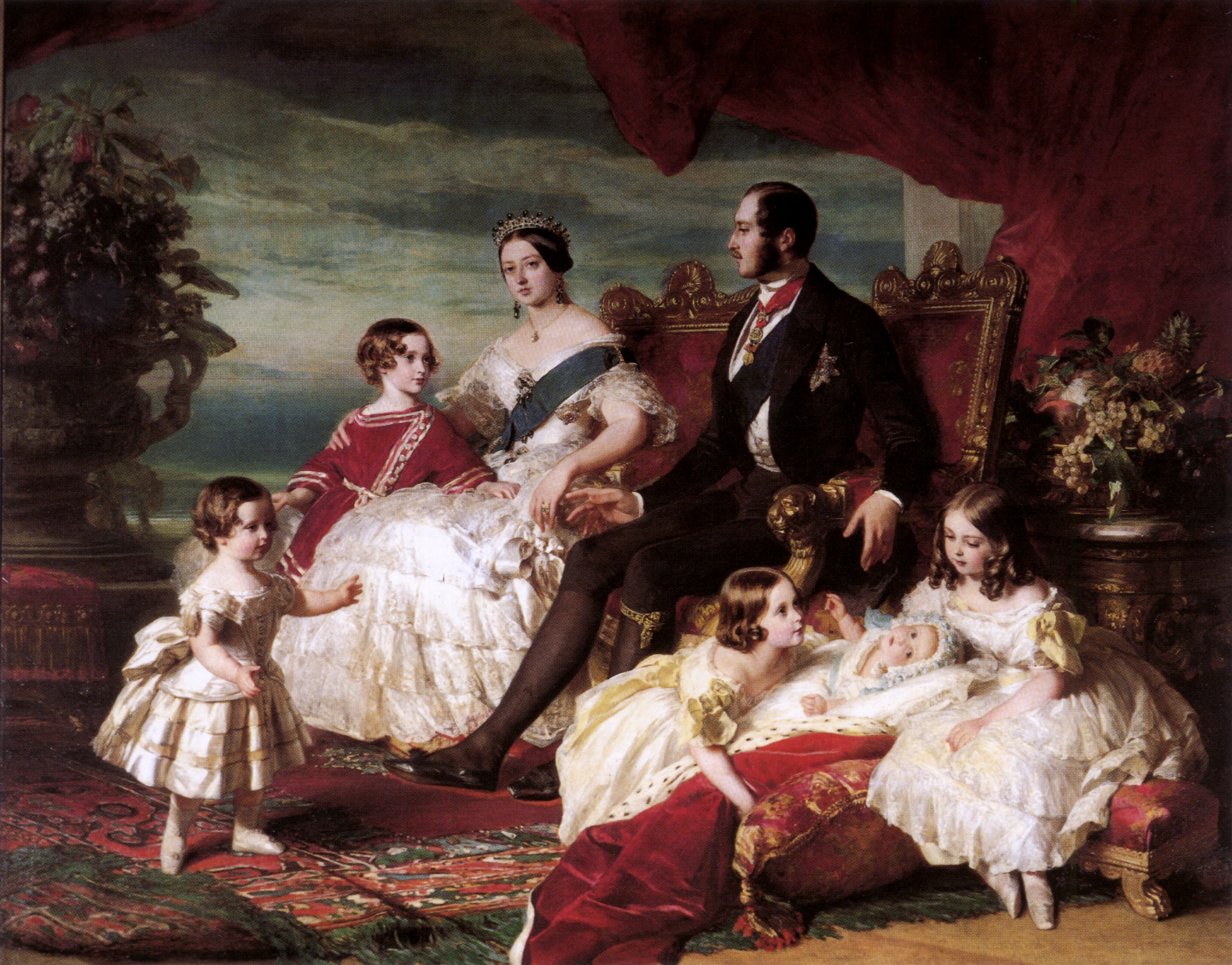
Königin Victoria, Prinz Albert und die fünf ältesten Kinder. Gemälde von Franz Xaver Winterhalter, 1846

Königin Victoria, die ihre ersten fünf Kinder in sechs Jahren zur Welt brachte und innerhalb von 17 Jahren 9-fache Mutter wurde, empfand jede ihrer Schwangerschaften als Qual und Zumutung. Mit Neugeborenen konnte sie nichts anfangen; ihre ungerichteten Bewegungen empfand sie als froschartig und wenig anziehend. Prinz Albert dagegen war ein begeisterter Vater, der die Geduld fand, den Kleinen bei ihren ersten Versuchen behilflich zu sein, sich selbst anzuziehen, der später mit seinen Kindern Schmetterlinge jagte, Drachen steigen ließ, Schneemänner baute, mit ihnen Schlittschuh lief und rodeln ging. Königin Victoria beschrieb ihr Familienleben in einem Brief an König Leopold kurz nach der Geburt der ersten Tochter folgendermaßen:

„Es würde Dich amüsieren, zu sehen, wie Albert mit ihr [Victoria, der ersten Tochter] im Arm tanzt. Er würde ein treffliches Kindermädchen abgeben (ich nicht, sie ist mir viel zu schwer zu tragen), & sie scheint so glücklich, wenn sie zu ihm kann, […]“

Weder Königin Victoria noch Prinz Albert hatten anfangs Erfahrung mit dem Heranwachsen von Kleinkindern. In der für ihn charakteristisch pedantischen Art hatte Prinz Albert nach der Geburt seiner ersten Tochter eine Reihe von Memoranden verfasst, die detailliert festhielten, wie ihre Erziehung verlaufen sollte. Anlässlich der Geburt von Prinz Edward, der wegen seines Geschlechts in der Thronfolge vor seiner älteren Schwester rangierte, verfasste Christian von Stockmar zusätzlich eine 48-seitige Denkschrift, die die Grundprinzipien der Erziehung der königlichen Kinder festhielt. Als mahnendes Beispiel stand sowohl dem königlichen Ehepaar als auch Christian von Stockmar das Leben von Königin Victorias Vater und seinen Brüdern vor Augen. Ihr hemmungsloses, verschwendungssüchtiges Leben hatte die britische Monarchie viel Ansehen gekostet. Der Ehekonflikt zwischen Georg IV. und Caroline von Braunschweig hatte das Vereinigte Königreich gar an den Rand einer Revolution geführt. Der Ehrgeiz beider Elternteile war es, ihre Kinder nicht nur zu moralisch gefestigten Persönlichkeiten heranwachsen zu lassen, sondern sie sollten auch glänzend auf ihre zukünftige Aufgabe vorbereitet sein. Prinzessin Victoria erhielt bereits mit anderthalb Jahren eine Lehrerin, die sie in Französisch unterrichtete. Mit drei Jahren kam zusätzlich deutscher Sprachunterricht hinzu. Die intelligente und lernbegierige Prinzessin Victoria wurde den hohen Anforderungen ihrer Eltern gerecht; ihr jüngerer Bruder Edward tat sich dagegen deutlich schwerer im Lernen.

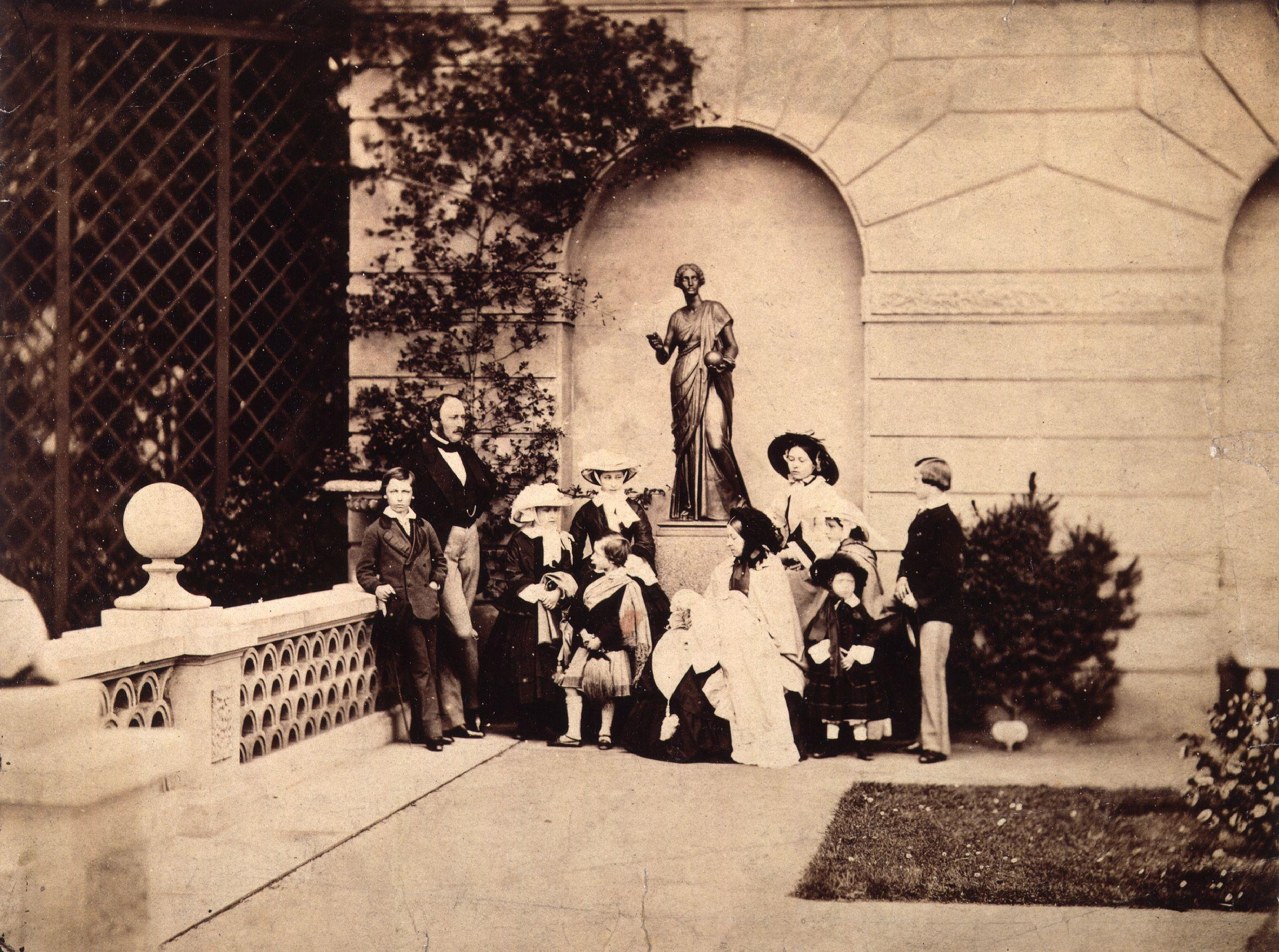
Die königliche Familie auf der Terrasse von Osborne House (1857)

Zur neuen Leiterin der Nursery war die pragmatische Lady Lyttelton bestellt worden. Die geborene Lady Sarah Spencer und verwitwete Baroness Lyttelton war als Mutter von fünf Kindern erfahren im Umgang mit Kleinkindern und hatte Königin Victoria zuvor als Hofdame gedient. Sie besaß diplomatisches Geschick und Witz genug, die häufig unrealistisch hohen Anforderungen der Eltern an ihre Kinder zu dämpfen und auf ein realistischeres Maß zurückzuführen. Die Neigung des zweijährigen Prinz Edward, seine hölzernen Kühe und Soldaten aus dem Fenster von Schloss Windsor zu werfen, sei schwerlich als Präzedenzfall für sein zukünftiges Verhalten zu werten, teilte sie den Eltern mit. Als die Kinderschwester von Prinz Edward die königlichen Eltern informierte, der Prinz entwickle Anzeichen einer Erkältung, und die abwesenden Eltern daraufhin sehr besorgt reagierten, antwortete Lady Littleton ihnen:

„Ich kann [diese Anzeichen] selber nicht feststellen, aber die Kinderschwester hat wahrscheinlich recht. Prinz Bertie [d. h. Edward] hat heute Nacht ausgezeichnet geschlafen, sein Appetit und seine Verfassung sind exzellent. Wäre er heute Morgen nicht so unerklärlich blass gewesen, würde ich seinen drei kleinen Niesern überhaupt keinerlei Bedeutung beimessen.“

Die Kinder sollten möglichst lange von dem potentiell korrumpierenden Einfluss des Hofes ferngehalten werden. Nachdem sich der Royal Pavilion in Brighton als ungeeignet für Familienurlaube erwiesen hatte, weil die Kinder nicht nach draußen konnten, ohne ständig den Blicken von Neugierigen ausgesetzt zu sein, erwarben Königin Victoria und Prinz Albert Osborne House auf der Isle of Wight, das nach Alberts Plänen umgebaut wurde.

### Wirken
Albert übernahm zahlreiche soziale Aufgaben. 1847 wählte ihn die University of Cambridge zum Kanzler. 1851 setzte er seine Idee, die erste Weltausstellung in London, in die Tat um. Er organisierte sie nicht nur, sondern fertigte die Pläne für den Ausstellungsort, den Crystal Palace, an. Albert war Präsident der Royal Agricultural Society of England. Großbritanniens erste Entwürfe für Arbeiterwohnungen gingen auf Albert zurück. Die Häuser sollten feuerfest sein, über Wasserleitungen und Toiletten mit Wasserspülung verfügen. Im Jahr 1860 wurde er zum Mitglied der in Halle (Saale) ansässigen Gelehrtenakademie Leopoldina gewählt. Seit 1842 war er Ehrenmitglied („Honorary Fellow“) der Royal Society of Edinburgh.
Seine Leidenschaften waren Komponieren, Landwirtschaft und Gartenarchitektur. Als Komponist hat er zahlreiche Vokalwerke hinterlassen. Auch eine Oper gehörte zu seinem Schaffen.

### Tod

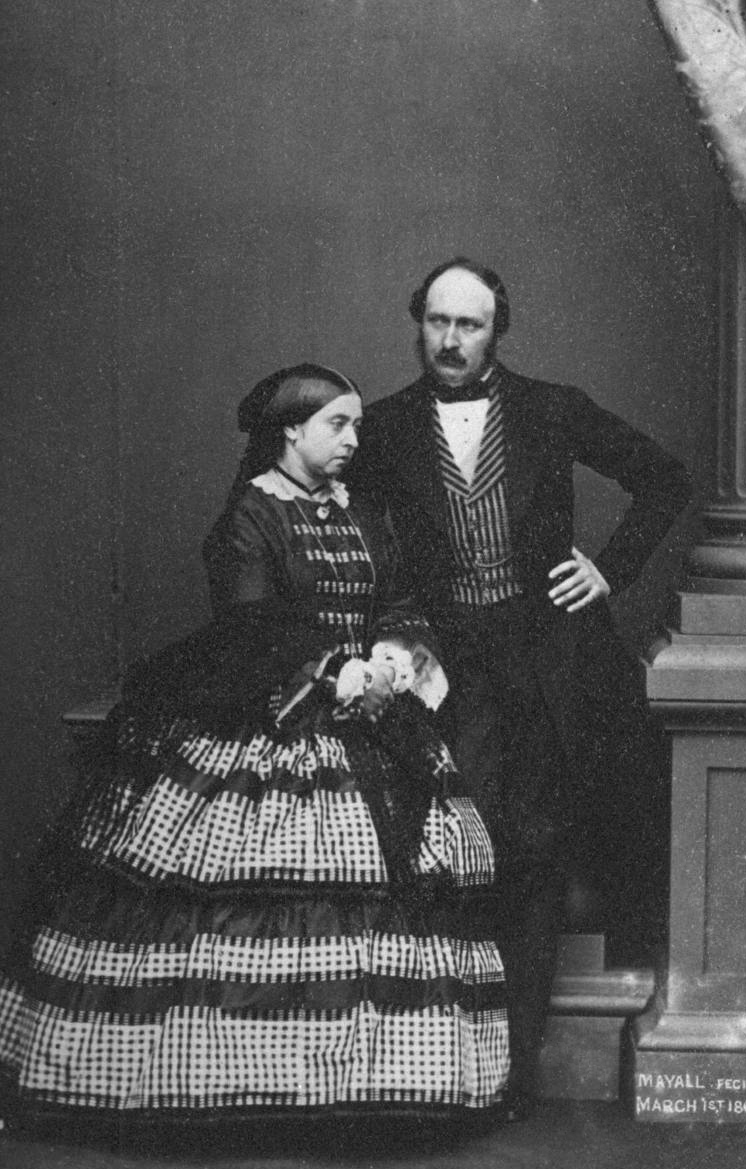
Königin Victoria und Prinz Albert, 1861

Prinz Albert starb am 14. Dezember 1861 im Alter von 42 Jahren im 22. Ehejahr. Als offizielle Todesursache wurde Typhus genannt, was auch an den schlechten sanitären Verhältnissen auf Windsor Castle gelegen haben könnte. Neuere Mutmaßungen gehen von Magenkrebs oder Morbus Crohn aus, da Albert bereits lange vor seinem Tod an chronischen Magenkrämpfen litt. Alberts Tod hinterließ Victoria in einer völligen Verzweiflung, die sie deutlich in etlichen Briefen an ihre Verwandten zum Ausdruck brachte. So schrieb sie eine Woche nach seinem Tod an ihren Onkel Leopold I., den König der Belgier:

„Mein Leben als glücklicher Mensch ist zu Ende! Die Welt ist für mich zu Ende! Wenn ich doch weiterleben muß, so ist es um unserer vaterlosen Kinder Willen […] Sein Edelmut war zu groß, sein Streben zu hoch für diese elende Welt! Sein Geist lebt nun in der Welt, die er verdient!“

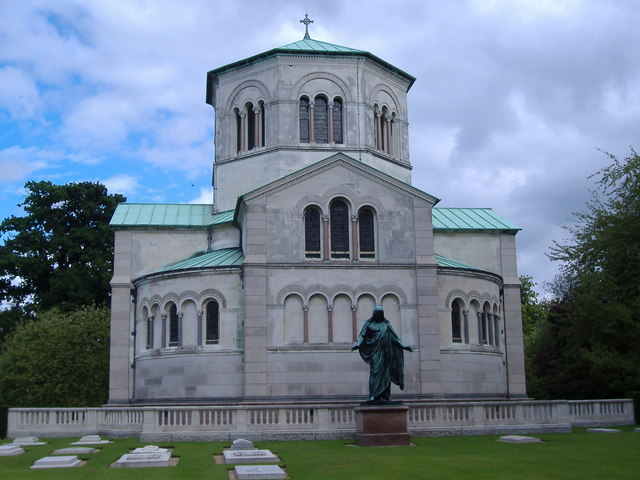
Royal Mausoleum in Frogmore

Ihre Trauer nahm seltsame Formen an: So blieb sein Schlafzimmer über die Jahrzehnte unverändert, jeden Abend wurde warmes Wasser in sein Zimmer gestellt, und auch das Bettzeug wurde regelmäßig gewechselt. Victoria soll Gewissensbisse gehabt haben, dass ihre Trauer mit der Zeit nachließe. Die Schuld an Alberts Tod gab sie ihrem ältesten Sohn und Thronfolger Albert Eduard, der aufgrund seines ausschweifenden Lebensstils an seinem Studienort Cambridge vom bereits fiebernden Vater drei Wochen vor dessen Tod besucht worden war, um ihn zur Ordnung zu rufen. Albert wurde nicht in der Sankt-Georgs-Kapelle von Schloss Windsor, sondern im Mausoleum von Frogmore bei Schloss Windsor beerdigt, das Queen Victoria eigens für sie beide in Auftrag gegeben hatte und in dem sie 40 Jahre später neben ihm zur Ruhe gebettet wurde.

## Sonstiges

Die Königsfamilie am Christbaum, The Illustrated London News, 1848

Der Überlieferung nach machte Prinz Albert den aus seiner deutschen Heimat stammenden Brauch des Weihnachtsbaumaufstellens im Vereinigten Königreich populär. Nachdem The Illustrated London News im Jahre 1848 ein Bild der königlichen Familie unter einem Weihnachtsbaum abgedruckt hatte, verbreitete sich der Brauch in Großbritannien.
In dem Roman Dinner for One auf Goth’sch beschreibt der Schriftsteller Andreas M. Cramer eine (fiktive) Vorgeschichte der bekannten Fernsehkomödie Dinner for One. Demnach soll Prinz Albert von seinem Gotha-Besuch 1845 eine deutsche Urfassung des Plots nach Großbritannien mitgebracht haben. Historisch verbürgt ist, dass er während der Deutschlandreise in Begleitung von Victoria seine Großmutter Karoline Amalie von Sachsen-Gotha-Altenburg in Gotha aufsuchte. Bei dieser Gelegenheit soll er dem Roman zufolge von einem Bediensteten der Herzoginwitwe erfahren haben, dass diese alljährlich ihre Geburtstage im Winterpalais im Kreise ihrer vier längst verstorbenen Freunde feiere, wobei diese auf Wunsch Karoline Amalies durch den Diener vertreten werden mussten. Die amüsante Geschichte von dem seltsamen Geburtstagsritual habe Albert, so der Roman, anschließend oft im Freundeskreis erzählt. Sie werde ausführlich in den (fiktiven) Memoiren seines Privatsekretärs George Anson beschrieben. In den 1930er-Jahren sei schließlich der Theaterautor Lauri Wylie auf diese Geschichte gestoßen und habe die Grundidee des einsamen Geburtstagsessens unter dem Titel Dinner for One für die Bühne adaptiert.
Das Genitalpiercing Prince Albert ist nach Albert benannt. Einer unbelegten Legende zufolge soll er einen Ring durch den unteren Teil seiner Eichel getragen haben. Damit habe er seinen Penis fixiert, um sichtbare Wölbungen in seinen engen Hosen zu verhindern. Zudem habe er durch das damit verbundene permanente Zurückziehen der Vorhaut die Bildung von Smegma unterdrücken wollen.
Neben zahlreichen anderen Orden, z. B. dem Hosenbandorden, war Albert auch Ritter des preußischen Schwarzen Adlerordens, den ihm König Friedrich Wilhelm IV. von Preußen am 20. Januar 1842 verliehen hatte. Zudem sind die Prince Albert Mountains in der Antarktis nach ihm benannt.

## Kinder
Albert hatte mit seiner Frau Victoria neun Kinder:
1. Victoria („Vicky“) (* 21. November 1840; † 5. August 1901), Princess Royal ⚭ Friedrich III., Deutscher Kaiser und König von Preußen
2. Albert Edward („Bertie“) (* 9. November 1841; † 6. Mai 1910), Prince of Wales, als Eduard VII. König von Großbritannien und Irland sowie Kaiser von Indien ⚭ Prinzessin Alexandra von Dänemark
3. Alice (* 25. April 1843; † 14. Dezember 1878) ⚭ Großherzog Ludwig IV. von Hessen
4. Alfred („Affie“) (* 6. August 1844; † 31. Juli 1900), Duke of Edinburgh und regierender Herzog von Sachsen-Coburg-Gotha ⚭ Großfürstin Maria von Russland
5. Helena („Lenchen“) (* 25. Mai 1846; † 6. Juni 1923) ⚭ Prinz Christian von Schleswig-Holstein-Sonderburg-Augustenburg
6. Louise (* 18. März 1848; † 3. Dezember 1939) ⚭ John Campbell, Duke of Argyll
7. Arthur (* 1. Mai 1850; † 16. Januar 1942), Duke of Connaught and Strathearn ⚭ Prinzessin Luise Margarete von Preußen
8. Leopold (* 7. April 1853; † 28. März 1884), Duke of Albany ⚭ Prinzessin Helene von Waldeck-Pyrmont
9. Beatrice (* 14. April 1857; † 26. Oktober 1944) ⚭ Prinz Heinrich von Battenberg

## Titel und Wappen
- 26. August 1819 bis 12. November 1826: Seine Durchlaucht Prinz Albert von Sachsen-Coburg-Saalfeld, Herzog zu Sachsen
- 12. November 1826 bis 6. Februar 1840: Seine Durchlaucht Prinz Albert von Sachsen-Coburg und Gotha, Herzog zu Sachsen
- 6. Februar 1840 bis 25. Juni 1857: Seine Königliche Hoheit Prinz Albert von Sachsen-Coburg und Gotha, Herzog zu Sachsen
- 25. Juni 1857 bis 14. Dezember 1861: Seine Königliche Hoheit der Prinzgemahl (His Royal Highness The Prince Consort)

Großes Wappen
Kleines Wappen

## Benennungen, Stand- und Denkmale

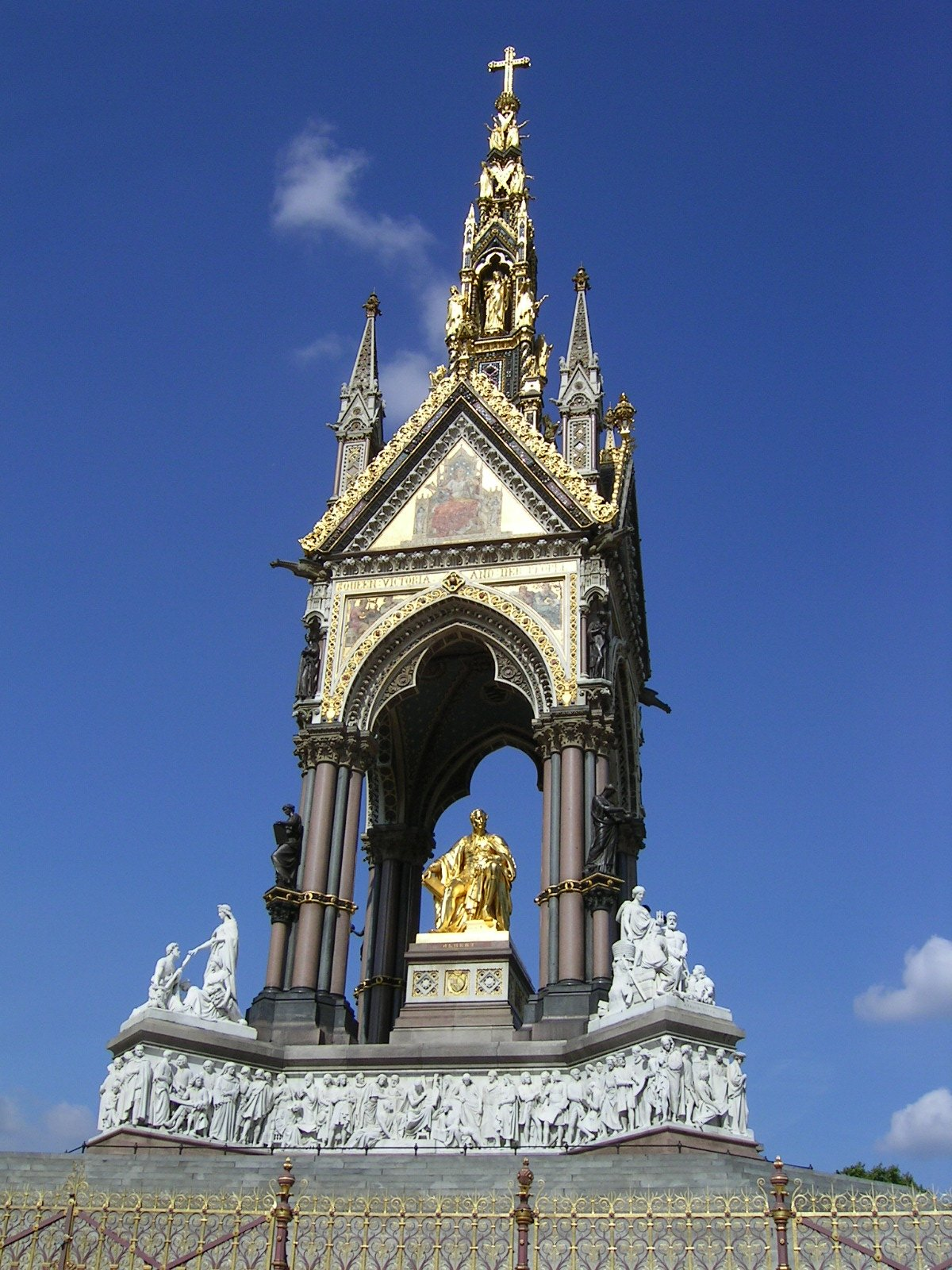
Das Albert Memorial in London

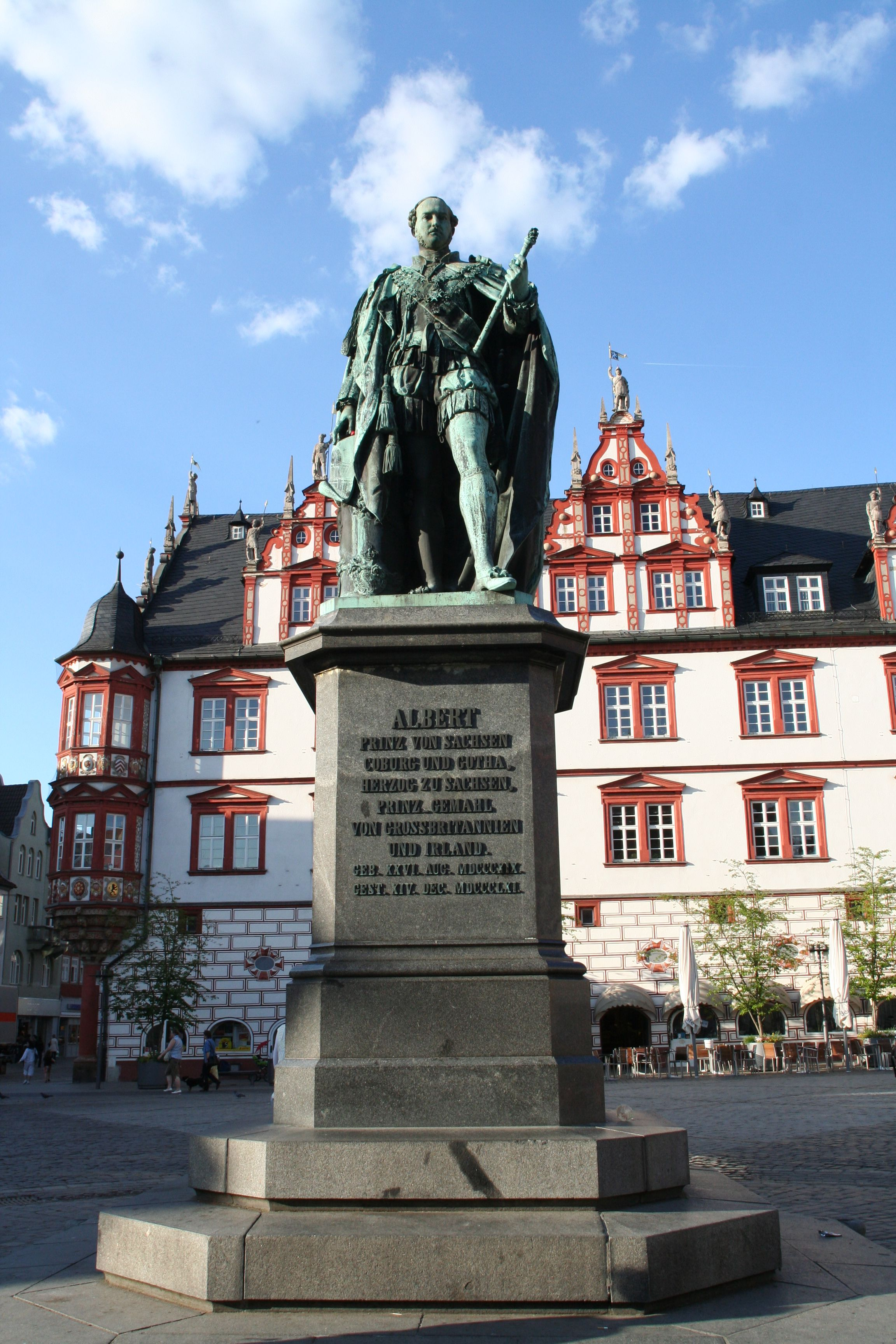
Das Prinz-Albert-Denkmal in Coburg

- Prinz-Albert-Gesellschaft, Gesellschaft mit Sitz in Coburg und der Aufgabe, Forschungen über wissenschaftliche, kulturelle und politische Aspekte der deutsch-britischen Beziehungen zu fördern.
- Zwei Engel mit Schwert nach Entwurf Adolf Breymann für die Gruft in Frogmore House bei Windsor, ausgeführt von Georg Ferdinand Howaldt
- Albert Memorial in Kensington Gardens, London
- Prinz-Albert-Denkmal auf dem Marktplatz von Coburg. Das Denkmal war ein Geschenk von Queen Victoria an die Heimatstadt ihres verstorbenen Gatten. Der feierlichen Enthüllung des Denkmals wohnte die Queen am 26. August 1865 während ihres fünften Besuches in Coburg höchstpersönlich bei.
- Gymnasium Albertinum, eines von vier Gymnasien seiner Heimatstadt.
- Darüber hinaus gibt es noch zwei weitere Albert-Denkmale in London (am Holborn Circus[47] und direkt vor der Royal Albert Hall[48] gegenüber dem Albert Memorial). Außerdem stehen Statuen des Prinzgemahls in Framlingham,[49] Halifax,[50] Liverpool,[51] Manchester,[52] Oxford,[53] Wolverhampton[54] (alle England), Aberdeen,[55] Edinburgh[56] und Glasgow[57] (alle Schottland). In Belfast (Nordirland) ist ein Denkmal in den Albert Memorial Clock Tower integriert und auch am Queen´s Square in Sydney/Australien steht ein Albert-Denkmal.[58]
- In Bonn, wo Prinz Albert studierte, ist eine Straße nach ihm benannt.[59]
- In Gambia ist der Albert Market, ein Straßenmarkt in Banjul, nach dem Prinzgemahl Victorias benannt.
- In Neuseeland ist die kleine Stadt Albert Town nach ihm benannt, sie liegt am Clutha River/Mata-Au in der Nähe von Wanaka (Südinsel).
- In Tenby in Wales steht ein Standbild.[60]
- Die Pflanzengattung Saxegothaea Lindl. aus der Familie der Steineibengewächse (Podocarpaceae) ist nach ihm benannt.[61]
- Die Apfelsorte Lanes Prinz Albert (Lane’s Prince Albert) wurde 1850 von der englischen Baumschule Lane, Berkhamstead nach ihm benannt.
- Das Gemeindezentrum bzw. der ehemalige Gasthof in Mechterstädt trägt den Namen ‚Zum Prinzen Albert‘. Queen Victoria und ihr Prinzgemahl stiegen in Mechterstädt von Zug auf Kutsche, wenn sie Urlaub im Schloss Reinhardsbrunn machten.

## Verfilmungen
- Königin Viktoria (1937) und Sixty Glorious Years (1938) mit Anton Walbrook (Prinz Albert) und Anna Neagle (Victoria)
- Mädchenjahre einer Königin (1936) mit Friedrich Benfer als Albert, Jenny Jugo als junge Königin Victoria
- Mädchenjahre einer Königin (1954) Neuverfilmung von Ernst Marischka mit Adrian Hoven als Albert, Romy Schneider als Victoria
- Victoria & Albert (2001) mit Jonathan Firth (Albert), Victoria Hamilton (Victoria), Sir Peter Ustinov (Wilhelm IV.) und Nigel Hawthorne (Lord Melbourne, Premierminister)
- Victoria, die junge Königin (2009) von Jean-Marc Vallée mit Rupert Friend (Albert), Emily Blunt (als junge Victoria), Jim Broadbent (Wilhelm IV.) und Miranda Richardson (Herzogin von Kent)
- Victoria (seit 2016) mit Jenna Coleman (Victoria) und Tom Hughes (Albert)